# Alpaida deborae
Alpaida deborae är en spindelart som beskrevs av Levi 1988. Alpaida deborae ingår i släktet Alpaida och familjen hjulspindlar. Inga underarter finns listade i Catalogue of Life.